# Cystopteris fragilis x montana
Cystopteris fragilis x montana là một loài dương xỉ trong họ Cystopteridaceae. Loài này được Christ mô tả khoa học đầu tiên năm 1900.
Danh pháp khoa học của loài này chưa được làm sáng tỏ. 

## Hình ảnh

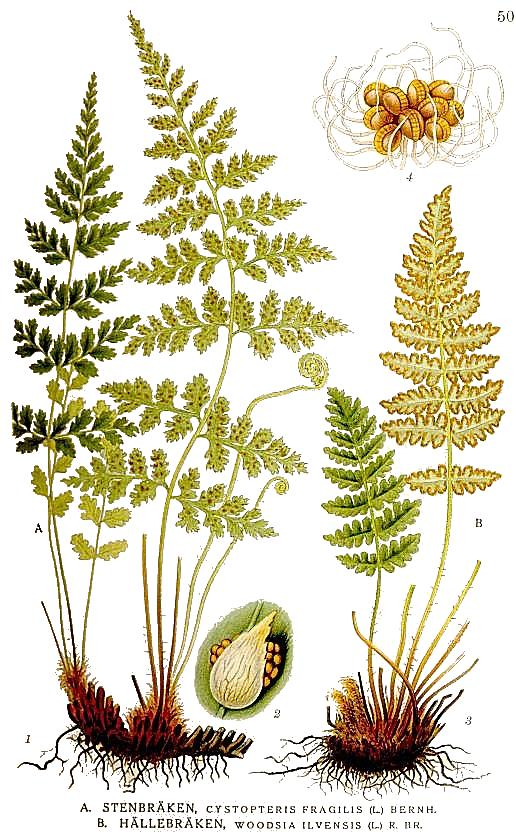
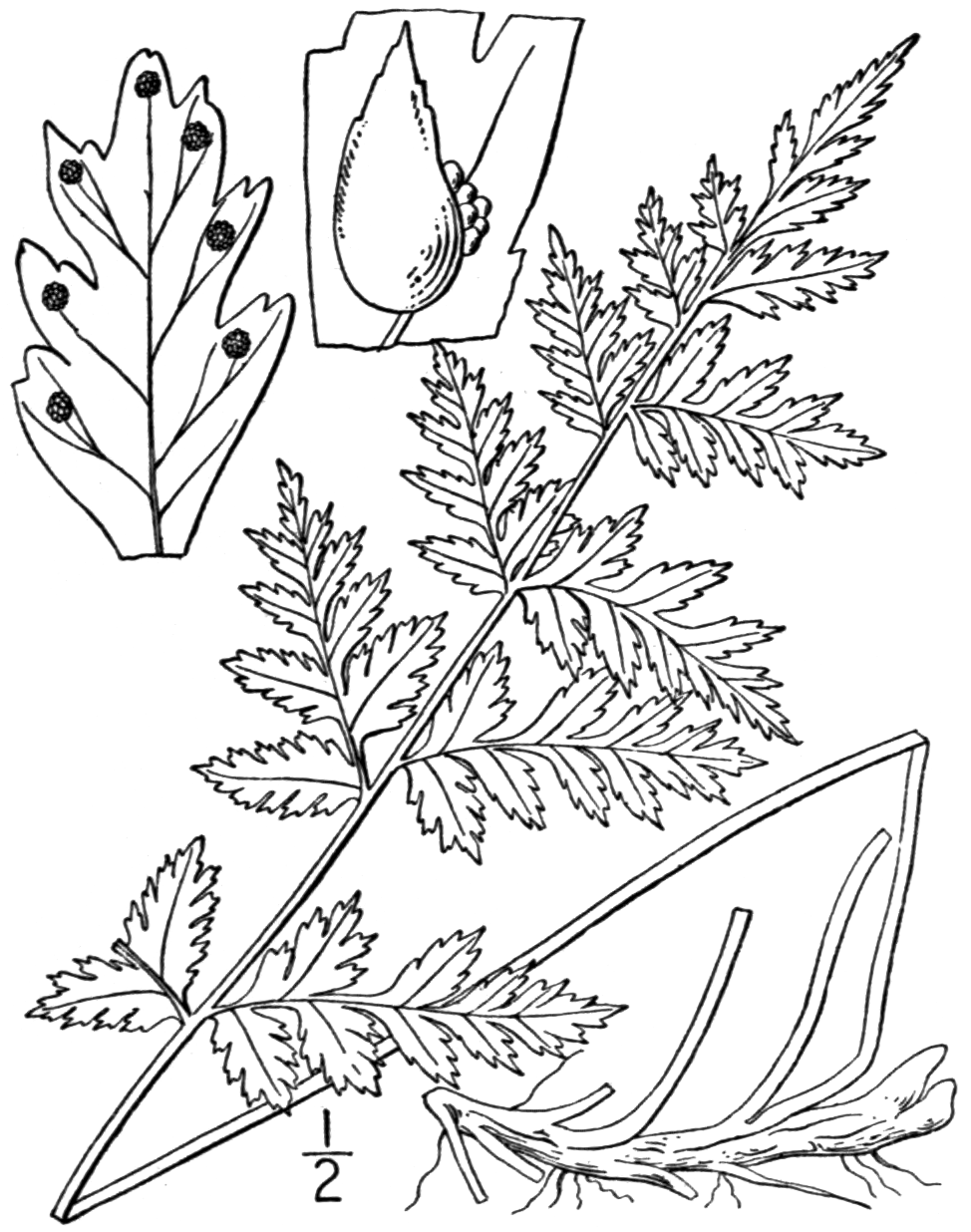
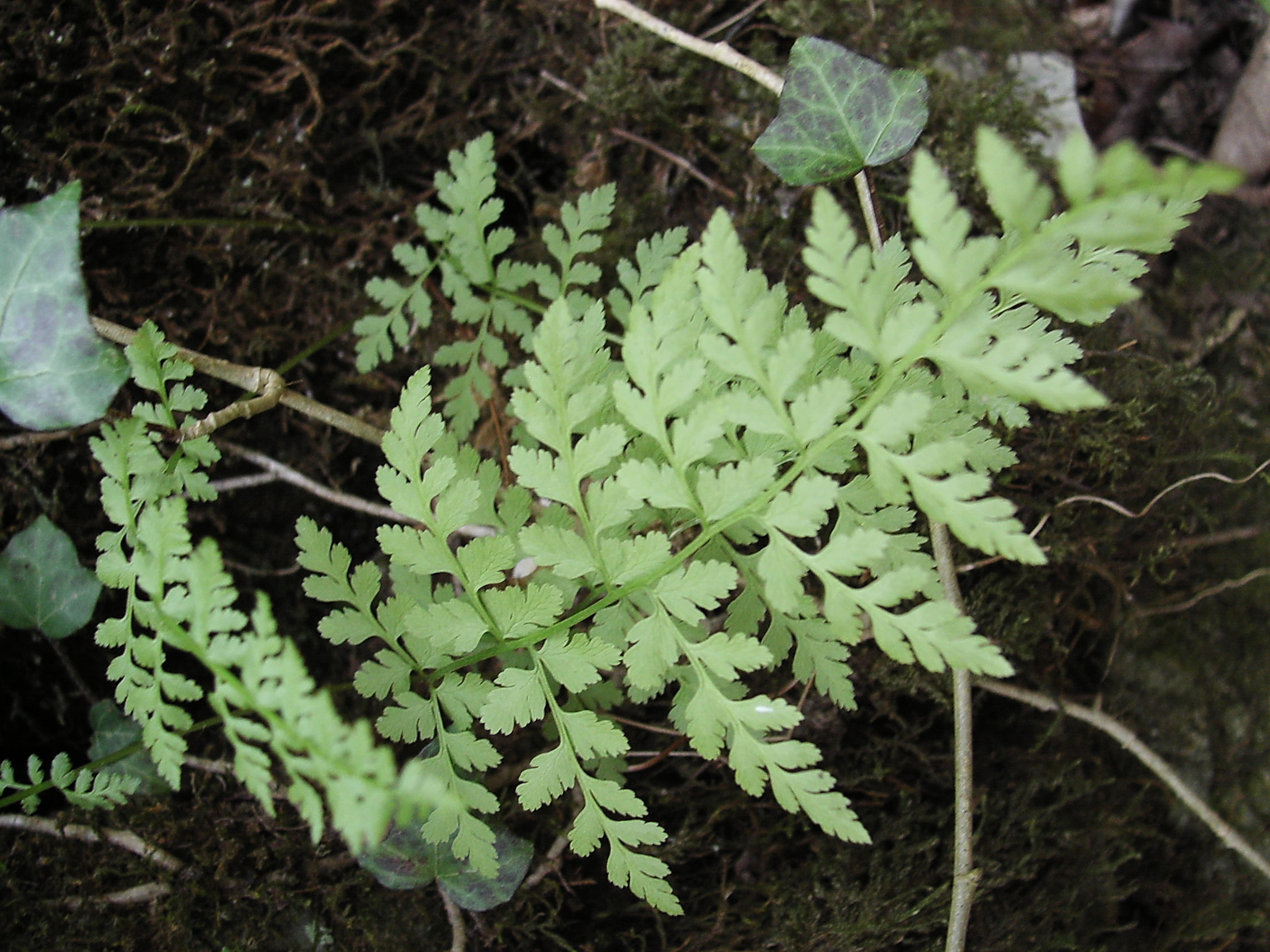
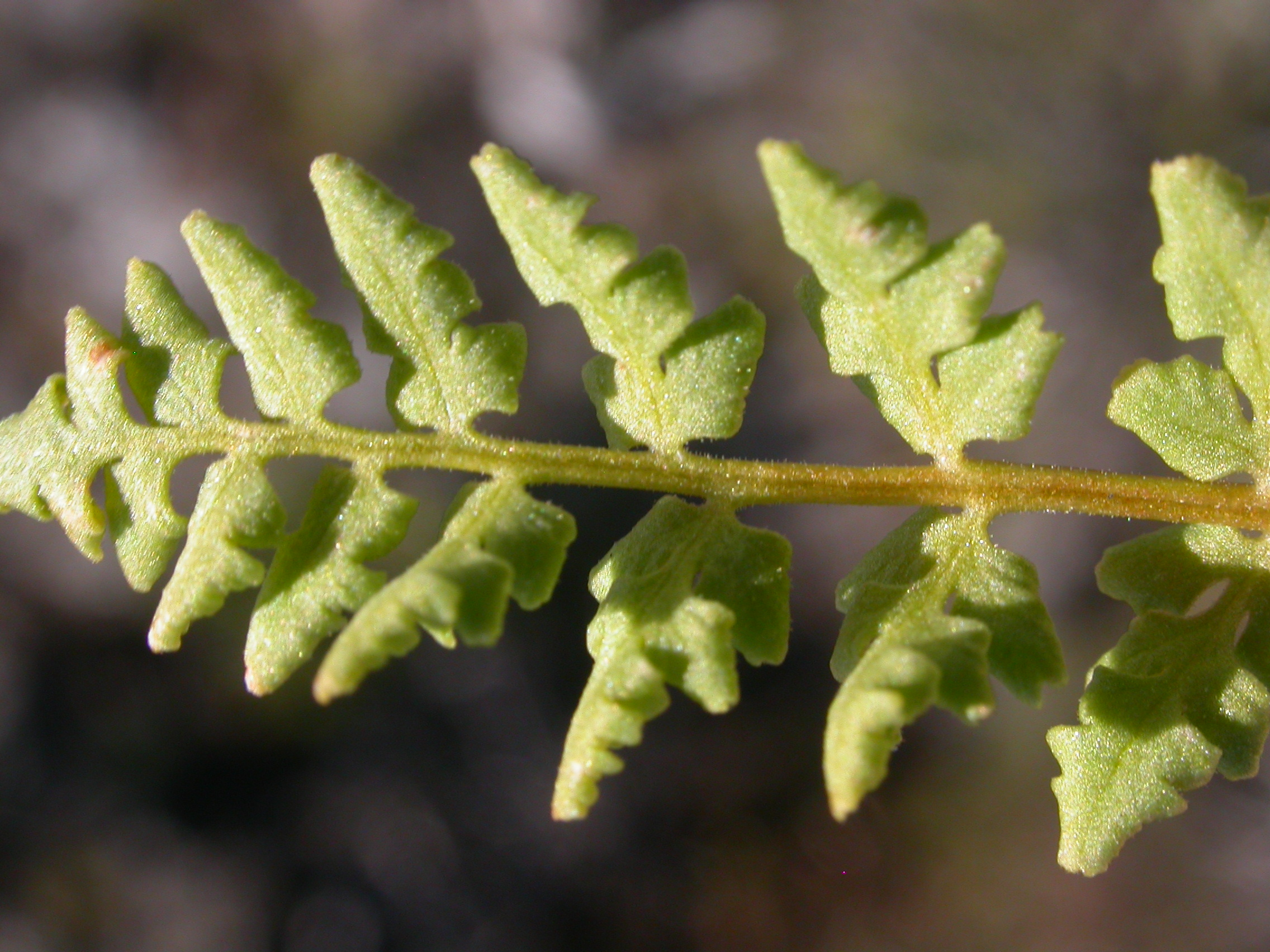